# 피터 벅스턴
피터 벅스턴(영어: Peter Buxtun, 또는 Peter Buxton, 1937년 9월 29일 ~ 2024 5월 18일)은 미국의 역학자이다. 미국 공중보건국 직원으로 터스키기 매독 실험을 종결시킨 내부고발자로 알려져 있다.

## 어린 시절
벅스턴은 1937년 프라하에서 외동아들로 태어났으며, 유대계와 체코계 혈통이었다. 가정용품 제조공장을 경영하던 그의 일가는 아돌프 히틀러와 나치즘의 부상으로 1938년 미국으로 이주했고, 오리건주의 윌래밋밸리의 한 농장에 정착했다.
오리건 대학교에서 유럽사 학위를 취득했고 미국 육군에서 의무병으로 복무했다.

## 경력
당시 27세였던 벅스턴은 샌프란시스코의 사회복지사이자 역학자로, 1965년 12월 공중보건국에 고용되어 술집과 유곽 등을 돌며 홍보물을 나눠주고 성매개감염병 증상자들을 찾아 치료를 권하는 업무를 맡았다. 업무 수행 중 그는 동료들로부터 터스키기 실험에 대해 알게 되었다. 후에 그는 이렇게 말했다. "믿고 싶지 않았습니다. 그곳은 공중보건국이었습니다. 우리는 그런 일을 하지 않았습니다." 1966년 11월, 그는 나치의 생체실험과의 비교로 윤리적 근거를 들어 성병과에 공식 항의서를 제출했으나, 실험이 아직 완료되지 않았다는 이유로 기각되었다. 마틴 루터 킹 주니어 암살 사건 7개월 후인 1968년 11월, 그는 이 연구의 정치적 민감성(피실험자 전원이 흑인)을 지적하며 또 다른 항의서를 제출했지만, 다시 한 번 그의 우려는 무관하다고 일축되었다.
벅스턴은 1970년 초 공중보건국에서 사직한 후 캘리포니아 대학교 법학대학원 샌프란시스코를 졸업했다. 1972년, 그는 터스키기 실험에 관한 정보를 AP통신에 입사한 친구 이디스 레더러를 거쳐 탐사보도 기자 진 헬러에게 유출했다. 이 내용은 처음에 《워싱턴 스타》에 실렸다. 헬러의 실험 폭로 기사는 1972년 7월 25일 발표되었고, 다음 날 《뉴욕 타임스》 1면 기사가 되었다. 테드 케네디 상원의원은 의회 청문회를 소집했고, 여기서 벅스턴과 미국 보건교육복지부 관리들이 출석하여 증언했다. 이후 실험은 곧바로 종료되었다. 1997년, 빌 클린턴 대통령은 생존해 있는 터스키기 연구 대상자들을 백악관으로 초청해 공식 사과를 하고 40년 동안의 정부 행위를 "부끄럽고" "명백히 인종차별적"이라고 표현했다.
1999년 5월, 벅스턴은 앨라배마주 터스키기에서 이 실험에 대한 추모 센터와 공공 전시회 개관식에 참석했다. 2009년 수전 리버비의 저서 《터스키기 조사》가 출간되면서 벅스턴의 내부고발로 이 실험이 폭로되었다는 사실이 처음 공개되었다. 2019년 11월 4일, 벅스턴은 공중보건 분야의 명예 단체인 델타 오메가의 명예 회원으로 선출되었다.

## 사생활
벅스턴은 로스쿨 졸업 후에 물려받은 유산을 바탕으로 특별한 직업 없이 세계 각지를 여행하며 골동품을 구입하여 되파는 일을 취미로 삼았다. 자신의 정치 성향을 자유지상주의자라고 밝힌 바 있다.
벅스턴은 2024년 5월 18일, 86세의 나이로 캘리포니아주 로클린에서 알츠하이머병으로 사망했다.

## 더 읽어보기
- Breed, Allen G. (2022년 7월 31일). “How an AP Reporter Broke the Tuskegee Syphilis Story”. 《Sun Sentinel》 (Fort Lauderdale, Florida). Section 2, page 8. 2022년 7월 25일에 원본 문서에서 보존된 문서.
- Reverby, Susan (2009). 《Examining Tuskegee: The Infamous Syphilis Study and Its Legacy》. Chapel Hill, NC: The University of North Carolina Press. ISBN 978-0-8078-3310-0. OCLC 319855793.